# Fronte di Liberazione Nazionale Gorkha

Bandiera del GNLF

Il Fronte di Liberazione Nazionale Gorkha (National Liberation Front, GNLF) è un partito politico nel nord del West Bengal, India, nato nel 1980 e guidato da Subash Ghising.
Durante gli anni ottanta il GNLF guidò una campagna, spesso violenta, per la creazione di uno stato separato di Gorkha, il nome della regione del West Bengala dove si parla nepalese. La campagna raggiunse il suo apice nell'1985-86 e costò la vita a migliaia di persone.
Ghising è stato anche accusato dall'Illustrated Weekly di essere un agente del RAW per tenere sotto controllo le popolazioni della zona.
Il 22 agosto 1988 GNLF sottoscrisse il Darjeeling Hill Accord che prefigura la creazione di un Darjeeling Gorkha Hill Council e la rinuncia da parte del GNLF ad uno stato di Gorkhaland.
GNLF ha boicottato le elezioni nel Lok Sabha del 1996, 1998 e 1999 appoggiando il candidato dell'Indian National Congress Dawa Narbula, che vinse con ampio margine nella costituente del Darjeeling.
Nel 2000 il GNLF ricominciò a chiedere nuovamente il Gorkhaland nelle sue manifestazioni.
Nelle elezioni del 2001 del West Bengal il GNLF ha presentato cinque candidati, tre dei quali sono stati eletti raccogliendo 190.057 preferenze.
GNLF ha creato anche il Darjeeling Gorkha Autonomous Hill Council e Ghising ne è il presidente.
GNLF ha una emanazione anche nel Sikkim.

## Fronte di Liberazione Nazionale Gorkha (C.K. Pradhan)
Il Fronte di liberazione nazionale Gorka (C.K.Pradan), in inglese Gorkha National Liberation Front (C.K. Pradhan), è una emanazione del Gorkha National Liberation Front, noto anche come GNLF(C). Fu istituito nel 2002 dopo l'uccisione del leader GNLF C.K. Pradhan.
Secondo la vedova, Sheila Pradhan, Pradhan fu ucciso per ordine del GNLF perché stava per lasciare il partito insieme  e fondarne uno nuovo. Il partito è oggi guidato da D.K. Pradhan, membro dell'assemblea legislativa del West Bengal eletto nel Darjeeling.
GNLF(C) partecipa al Fronte Democratico del Popolo, una alleanza di partiti del Darjeeling che si oppone al Gorkha National Liberation Front.